# Cinnamomum taubertianum
Cinnamomum taubertianum är en lagerväxtart som först beskrevs av Mez & Schwacke, och fick sitt nu gällande namn av André Joseph Guillaume Henri Kostermans. Cinnamomum taubertianum ingår i släktet Cinnamomum och familjen lagerväxter. Inga underarter finns listade i Catalogue of Life.